# Ugandai labdarúgó-szövetség
Az ugandai labdarúgó-szövetség (angolul: Federation of Uganda Football Associations, rövidítve FUFA) Uganda nemzeti labdarúgó-szövetsége. A szövetség szervezi az ország labdarúgótornáit, és működteti az ugandai labdarúgó-válogatottat. 1924-ben alapították, 1959-től a FIFA és a CAF tagja.

## Külső hivatkozások
- Hivatalos honlap
- Uganda Archiválva 2018. július 6-i dátummal a Wayback Machine-ben a FIFA honlapján
- Uganda a CAF honlapján